# Внетелесное переживание

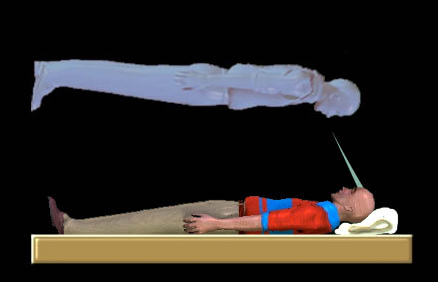
Изображение выхода из тела в представлении художника

Внетеле́сное пережива́ние (ВТП, также употребляются термины «переживание выхода из тела» или «внетелесный опыт», англ. out-of-body experience (OOB, OBE), extracorporeal experience (ECE)) — нейропсихологический феномен, в котором человек испытывает иллюзию выхода из собственного физического тела и иногда также видит его со стороны (аутоскопия). Переживание может возникнуть в результате нарушения работы некоторых областей мозга, сенсорной депривации, обезвоживания, стресса, действия психоактивных веществ и других факторов, вызывающих изменённое состояние сознания. Встречается также у здоровых людей, в частности, во время засыпания или после пробуждения. Некоторые люди утверждают, что могут испытывать это переживание по своей воле, причём эта способность возникла у них самопроизвольно или развилась в ходе медитативных практик. По разным оценкам, такой опыт в течение жизни возникает не менее чем у 5—10 % людей.
Феномен долгое время считался одним из возможных свидетельств существования души или паранормальных явлений, однако в последние годы он активно изучается научными методами. В начале 2000-х годов были разработаны экспериментальные методики, позволяющие вызывать это переживание у испытуемых посредством электрической или транскраниальной магнитной стимуляции определённых областей головного мозга, под гипнозом или в виртуальной реальности. Предполагается, что переживание возникает при нарушении многомодальной интеграции каналов восприятия собственного тела. Механизм явления до сих пор остаётся малоизученным, и, в отсутствие общепринятой научной теории сознания, его изучение ведётся эмпирическими методами.
Внетелесные переживания, как и околосмертные переживания, могут оказывать сильное трансформирующее воздействие на личность человека. После яркого внетелесного переживания страх смерти уменьшается, а отношение человека к миру и себе меняется, как правило, в лучшую сторону.

## Описание явления
Я лежал в постели и был готов уснуть, когда у меня появилось отчётливое впечатление, что «я» нахожусь на уровне потолка и смотрю вниз на моё тело в постели. Я был очень поражен и испуган, сразу (после) я почувствовал, что нахожусь в сознании опять в постели.
Переживание выхода из тела — это субъективный опыт, который может описать только сам человек, который испытал это переживание. В этих описаниях обычно присутствуют следующие характерные элементы:
- ощущение разделения с неподвижно лежащим физическим телом и выхода из физического тела в «другом» теле;
- изменение субъективной перспективы восприятия с переносом её центра в точку вне физического тела;
- аутоскопия, то есть восприятие собственного тела как бы со стороны, обычно сверху.

В этом состоянии человек будто бы парит где-то под потолком и смотрит на своё физическое тело, лежащее на кровати. Тело остаётся неподвижным, но человек испытывает ощущения, как если бы он мог двигаться в «парящем» теле или даже перемещаться в пространстве. Длительность этого переживания составляет обычно от нескольких секунд до нескольких минут.
Переживание выхода из тела следует отличать от других видов аутоскопических феноменов. В аутоскопической галлюцинации человек воспринимает своего двойника как существующего вне себя, но при этом по-прежнему ощущает себя в своём теле. Промежуточным между внетелесным переживанием и аутоскопической галлюцинацией является так называемое геаутоскопическое переживание, когда человек не может с уверенностью судить, воспринимает ли он своё тело «изнутри себя» или из какой-то точки вне себя. При этом, как правило, аутоскопическая галлюцинация может осознаваться человеком именно как иллюзорное, галлюцинаторное переживание, в то время как внетелесное и геаутоскопическое переживания очень реалистичны для человека.

## Факторы, способствующие переживанию
Ощущение выхода из тела является характерным элементом околосмертных переживаний, возникающих в ситуациях непосредственной опасности для жизни или клинической смерти. Однако оно может быть вызвано и другими факторами, среди которых отмечаются неврологические нарушения, психиатрические отклонения, воздействие медицинских препаратов, наркотических и психоделических веществ и др.
Аутоскопические галлюцинации и геаутоскопические переживания нередко отмечаются у больных шизофренией, но документально подтверждённых случаев внетелесных переживаний у них известно мало. Исследования у пациентов, страдающих от посттравматического стрессового расстройства, указывают на значительное увеличение частоты этих переживаний. Люди с шизотипическим расстройством испытывают внетелесные переживания с большей частотой по сравнению со здоровыми субъектами.
Психоактивные вещества, вызывающие изменённые состояния сознания, в том числе и внетелесные переживания, широко использовались в ритуальных практиках различных культур. Чарльз Тарт установил, что среди студентов, куривших марихуану, доля испытывавших внетелесные переживания превышала 40 %. В экспериментах Рональда Сигеля было установлено, что число переживаний выхода из тела и парения у испытуемых, получавших марихуану, возрастает по сравнению с испытуемыми контрольной группы, принимавшими плацебо. Аналогичный опыт описывает физик Ричард Фейнман, которому удалось добиться переживаний выхода из тела по своей воле в ходе опытов в камере сенсорной депривации, созданной Джоном Лилли. Фейнман пишет, что галлюцинации у него обычно начинались через пятнадцать минут пребывания в камере, но в нескольких случаях, после предварительного курения марихуаны, наступали гораздо быстрее. Внетелесные переживания также могут возникать при приёме психоделических веществ (например, таких как ЛСД, псилоцибин, ДМТ, мескалин) и кетамина (препарата, применяемого для наркоза и анестезии).
Внетелесные переживания могут возникать и в отсутствие вышеперечисленных факторов, самопроизвольно или в целенаправленной медитации. Медитативные техники достижения этих переживаний получили широкую известность после публикации в 1971 году книги Роберта Монро «Путешествия вне тела» и других его книг, развивающих ту же тему. Он основал институт Монро, некоммерческую организацию, декларирующую своей целью исследования изменённых состояний сознания и предлагающую курсы обучения техникам управления сознанием, которые посещали высокопоставленные военные, а также правительственные чиновники и бизнесмены.
В большинстве методик, применяемых для сознательного индуцирования внетелесных переживаний, подразумевается, что человек должен быть расслаблен и лежать на спине. Эта особенность отличает внетелесные переживания от других видов аутоскопических явлений. Поскольку такие факторы, как общая анестезия и сонливость, когда человек лежит на спине, могут также способствовать возникновению внетелесных переживаний, важную роль в явлении могут играть соматосенсорные сигналы, кодирующие положение тела в позиции лёжа на спине. Внетелесные переживания могут возникать при внезапном изменении положения тела в пространстве, связанном с резкими ускорениями (при свободном падении, в автомобильных авариях, а также у пилотов самолётов).
Связь внетелесных переживаний со сном пока изучена недостаточно полно. Согласно исследованиям, проведённым до 2000 года, частота внетелесных переживаний увеличивается в переходные периоды перед сном и бодрствованием (так называемые гипнагогические и гипнопомпические состояния). Некоторые участники экспериментов утверждают, что испытывают внетелесные переживания во время сновидений. Однако экспериментальное изучение этих явлений затрудняется тем, что моменты возникновения и прекращения внетелесных переживаний крайне трудно зафиксировать с помощью приборов, а сам испытуемый во сне или в переходном состоянии не способен давать отчёт экспериментатору о своём состоянии так, чтобы не нарушалось само это переживание. Кроме того, в современной сомнологии стадии сна надёжно распознаются лишь при одновременной регистрации нескольких показателей, таких как электроэнцефалограмма, электромиограмма, электроокулограмма, и систематические исследования, на основании которых можно было бы установить корреляцию между внетелесными переживаниями и стадиями перехода ко сну и различными стадиями сна, до сих пор не проводились.
В экспериментах специалиста по гипнозу, профессора Лундского университета Этцеля Карденьи некоторые испытуемые (так называемые «виртуозы гипноза», способные к взаимодействию с экспериментатором в состоянии глубокого гипнотического транса) сообщали о внетелесных переживаниях при вхождении в глубокие и очень глубокие стадии гипноза. Вместе с ощущениями парения, полёта и выхода сознания из тела испытуемые отмечали изменение субъективного ощущения времени, его замедление или даже остановку.

## Распространённость внетелесных переживаний
Описания внетелесных переживаний сохранились в текстах различных времён и культур. Они встречаются у мужчин и женщин самого разного возраста, образовательного уровня и религиозных верований, не имеющих каких-либо выраженных психических отклонений. Описаны случаи спонтанных внетелесных переживаний у детей дошкольного возраста. С развитием методов нейронаук появились способы объективного мониторинга деятельности мозга во время внетелесных переживаний и были установлены возможные нейронные корреляты внетелесных переживаний. Поэтому внетелесные переживания больше не относят к парапсихологии, где они долгое время использовались как одно из подтверждений существования паранормальных явлений. Напротив, сейчас они считаются широко распространённым и важным нейропсихологическим феноменом, который интенсивно изучается нейропсихологами, ранее избегавшими этой темы во избежание репутационных потерь. Предполагается, что внетелесные переживания хотя бы один раз в жизни испытывали 15—20 % людей , есть и более консервативные оценки в 5—10 %.

## Исследования явления
Долгое время исследования внетелесных переживаний ограничивались сбором и анализом информации, полученной от людей, испытавших это переживание. Однако по мере развития возможностей экспериментального исследования мозга это явление постепенно утрачивало свой мистический налёт и переходило в ряд научно исследуемых феноменов нейропсихологии. Специалист по изучению внетелесных переживаний, английский психолог Сьюзан Блэкмор, опубликовавшая в 1982 году книгу «Beyond the body: An investigation of out-of-the-body experiences», в 2009 году так описала эволюцию своих взглядов на это явление: 

Я начинала создавать теорию по причине собственного драматического внетелесного опыта. Сначала я предполагала, что мой дух покидает тело или что моё астральное тело попадает в астральные измерения, однако после долгих исследований и поисков я отбросила эти идеи и вместо этого взялась за изучение самих основ «я».
Оригинальный текст (англ.)I originally conceived the theory because of my own dramatic out-of-body experience. At first I assumed that my spirit had left my body, or my astral body had projected into the astral planes, but after much research and exploration I rejected those ideas, and began to wonder, instead, about the very nature of self.

В нейропсихологических исследованиях, выполненных с начала 2000-х годов, возникновение внетелесных переживаний связывается с тем, каким образом в психике человека формируется представление о собственном физическом теле и как это представление интегрируется в ощущение «я» как субъекта переживаний. Восприятие физического тела происходит вследствие интеграции в мозге сенсорных сигналов, поступающих от рецепторов по различным каналам, из которых главную роль играют сенсомоторные (тактильные, вестибулярные и проприоцептивные) и визуальные сигналы. Один из ведущих исследователей в этой области, швейцарский нейробиолог Олаф Бланке, выделяет три аспекта, благодаря которым тело осознаётся как собственное, то есть принадлежащее самому субъекту переживания, а именно: ощущение владения собственным физическим телом, расположение центра восприятия в пространстве и ощущение восприятия от первого лица. Именно эти три аспекта исследовались в экспериментах, в которых нарушалась многомодальная интеграция тактильных, проприоцептивных, вестибулярных и визуальных сигналов, и люди могли испытывать искусственно вызванные иллюзии, такие как иллюзия резиновой руки, а также внетелесные и другие аутоскопические переживания.
Первые указания на нейрофизиологические механизмы, которые могут быть ответственными за внетелесные переживания, были получены в 1930-е годы в практике нейрохирурга Уайлдера Пенфилда. Он проводил операции на мозге больных эпилепсией, чтобы разрушить очаги патологического возбуждения, вызывающие припадки. В ходе одной из операций, в которой он электрически возбуждал участки височной доли, пациент испытал внетелесное переживание. Этого же результата добились учёные группы Олафа Бланке в 2002 году, при этом участок мозга, при электрической стимуляции которого возникают внетелесные переживания, удалось локализовать с гораздо большей точностью — это оказалась правая угловая извилина на границе височной и теменной долей мозга. В дальнейшем важная роль этой области была подтверждена методами нейровизуализации. На основании этих данных исследователи выдвинули гипотезу, что именно в этой области мозга (височно-теменной узел, англ. temporoparietal junction, TPJ) расположены центры, отвечающие за интеграцию в единый образ тела информации, поступающей от различных органов чувств. Нарушение работы этих центров приводит к рассогласованности этой информации, при этом связь восприятия тела со зрительно-пространственной перспективой нарушается и возникают визуальные и телесные ощущения, характерные для внетелесных переживаний.
В 2007 году были разработаны методики индукции внетелесных переживаний у испытуемых, помещаемых в виртуальную реальность. В эксперименте человек смотрел на экран виртуальной реальности, изображение на который передавалось с видеокамеры, помещённой у него за спиной. Визуально человек как будто бы стоял перед самим собой и видел себя со спины, а экспериментатор касался палкой его спины. У испытуемых возникало чувство, будто бы они видят своё тело извне, но при этом все телесные ощущения сохраняются. Первоначально похожая методика применялась для создания иллюзии резиновой руки, однако в 2012 году обе эти методики были объединены в одну, что указывает на единый механизм, лежащий в основе внетелесных переживаний, вовлекающих всё тело, и иллюзий с отдельными частями тела.
В экспериментах с внетелесными переживаниями, искусственно вызываемыми в виртуальной реальности, было обнаружено, что испытуемые хуже запоминают события, которые происходят с ними в «теле виртуальной реальности», чем в их «собственном теле».

## Теории явления
Все существующие объяснения внетелесных переживаний можно отнести к нескольким основным группам. Внетелесные переживания бывают настолько яркими и необычными, что у тех, кто их испытал, часто не остаётся сомнений в реальности выхода из тела, что может само по себе влиять на их последующие рассказы о переживании как о «путешествии души», «астральной проекции» и пр. Поэтому в религиозных трактатах, откровениях мистиков, сочинениях эзотериков и философов, допускающих дуализм духа и материи, говорится о возможности отделения сознания от тела, а соответствующие идеи известны под общим названием «модели (астральной) проекции». Эти идеи, строго говоря, вообще не являются научными, а их экспериментальная проверка сопряжена со значительными методологическими трудностями или вообще невозможна в рамках современной научной парадигмы: «нематериальная» сущность в принципе не может быть зарегистрирована физическими приборами.
Вторая группа теорий отвергает наличие сущностей, отделяющихся от тела, и относит внетелесные переживания к феноменам психики, но допускает при этом существование паранормальных явлений. Долгое время усилия приверженцев этих теорий были направлены на поиски фактов, подтверждающих возможность экстрасенсорного восприятия в ходе внетелесных переживаний. Широкую известность приобрёл случай мисс Z, описанный Чарльзом Тартом, когда испытуемая будто бы смогла прочитать число, расположенное на полке выше её кровати. Однако позднее этот эксперимент был подвергнут критике в связи с недостаточным контролем за испытуемой. Полагают, что она могла просто встать и подсмотреть число. Попытки повторить этот результат не увенчались успехом, и в настоящее время научное сообщество считает, что убедительных доказательств паранормальных явлений в ходе внетелесных переживаний не существует.
Теории третьей группы объясняют феномен внетелесного восприятия с позиций современной нейропсихологии и изучают его методами нейронаук, как описано в предыдущем разделе. Однако и эти теории пока не могут объяснить всего комплекса явлений и могут считаться лишь правдоподобными гипотезами. Это связано с тем, что до сих пор не создана удовлетворительная научная теория сознания, и научное изучение внетелесных переживаний ведётся эмпирическими методами. Внетелесное переживание имеет субъективный характер и может непосредственно восприниматься только самим человеком, который его испытывает. Инструментальными методами можно зарегистрировать лишь нейрофизиологические эффекты при работе мозга, которые коррелируют с переживаниями, но не эквивалентны им. Поэтому в исследованиях явления приходится также опираться на отчёты испытуемых о своём состоянии, что в значительной мере затрудняет воспроизводимость и объективную интерпретацию результатов экспериментов. Тем не менее, среди учёных, занимающихся исследованиями внетелесных переживаний, преобладает мнение, что это явление вполне может быть объяснено в рамках материалистической картины мира и гипотезы о том, что сознание не может существовать отдельно от мозга.